# 五色 (企業)
株式会社五色（ごしき、英: GOSHIKI Inc.）は、東京都台東区に本社を置く印刷会社。
インターネット通販サイト、「印刷通販ベストプリント（bestprints.biz）」を運営し、オフセット印刷商品、DTPを中心としたオンデマンド印刷商品の他、展示会用バナーや販促商品など多種多様な印刷商品を取り扱っている。
また、印刷通販パートナーズという日本全国の印刷業者が販売代理店として参加する印刷会社代理店ネットワーク事業を展開。それぞれの代理店が持つ印刷設備の特性を、参加する代理店どうしで共有することで、それぞれの代理店が多彩な印刷商品を独自に取り扱える仕組みを提供している。。

## 概要
2004年10月に現代表取締役である田仲達郎が神奈川県横浜市で有限会社五色を創業。2006年7月に株式会社に組織変更した。専門用語をできる限り使わない営業トークで着実に印刷関連の受注を伸ばし、創業5年目の2010年、ネット通販事業「印刷通販ベストプリント」を開始。オーダーのし易さとわかりやすさを武器に、多様な印刷商品を顧客のニーズに合わせ柔軟に提供していくことで事業を拡大した。現在は、個人の顧客だけでなく、東京都内を中心に多くの法人にも印刷サービスを提供している。。

## 沿革
- 2004年（平成16年）10月 田仲達郎が神奈川県横浜市に有限会社五色を創業。
- 2006年（平成18年）7月 法人格を株式会社に変更し、株式会社五色とする。
- 2010年（平成22年）2月 印刷通販ベストプリント を開始。
- 2013年（平成25年）米国カルフォルニア州に、GOSHIKI LLCを創業。
- 2017年（平成29年）米国ニュージャージー印刷工場を開設

## 事業展開

### 印刷通販ベストプリント
株式会社五色が運営するインターネットオンライン印刷通販サイト。印刷通販で初めて「請求書払い」を可能としたことで、多くの法人顧客を持つ印刷通販サイトへと成長。印刷通販の垣根を超え、きめ細かい顧客サービスを実現し、製造業体質からサービス業への転換を図ることで新規顧客を開拓。

### 印刷通販パートナーズ
日本全国の印刷業者とインターネット通販システム、印刷設備を共有することで、加盟企業が初期投資を最小限に抑えて、ネット通販事業を開始できる環境を整えるとともに、参加印刷会社どうしがそれらの共有資産を使用して独自に商品やサービスを提供できるネットワーク。

## 関連会社
GOSHIKI LLC（米国）
米国を中心に印刷事業を展開。米国版ネット印刷サイト「GOSHIKI USA」を運営。
住所：18023 Skypark Circle Suite M Irvine, CA 92614
（対応都市：Irvine、Torrance、West LA、San Diego、San Franciscoなどカルフォルニア州）
New Jersey支店
住所：170 South Van Brunt Street, Englewood, NJ 07631
UJ Thinktank Inc.（米国）
米国のオンラインマーケティングコンサルティング事業を展開。
住所：18023 Skypark Circle Suite M Irvine, CA 92614